# Balachowskyacris
Balachowskyacris är ett släkte av insekter. Balachowskyacris ingår i familjen gräshoppor.
Kladogram enligt Catalogue of Life:
| Balachowskyacris | \| \| Balachowskyacris cerciata \| \| \| \| \| \| Balachowskyacris dumerlei \| \| \| \| \| \| Balachowskyacris narinoana \| \| \| \| \| \| Balachowskyacris olivaceus \| \| \| \| \| \| Balachowskyacris rhabdotus \| \| \| \| \| \| Balachowskyacris robertsi \| \| \| \| |
|                  | \| \| Balachowskyacris cerciata \| \| \| \| \| \| Balachowskyacris dumerlei \| \| \| \| \| \| Balachowskyacris narinoana \| \| \| \| \| \| Balachowskyacris olivaceus \| \| \| \| \| \| Balachowskyacris rhabdotus \| \| \| \| \| \| Balachowskyacris robertsi \| \| \| \| |
|                  | Balachowskyacris cerciata |
|                  | |
|                  | Balachowskyacris dumerlei |
|                  | |
|                  | Balachowskyacris narinoana |
|                  | |
|                  | Balachowskyacris olivaceus |
|                  | |
|                  | Balachowskyacris rhabdotus |
|                  | |
|                  | Balachowskyacris robertsi |
|                  | |